# Země Moravskoslezská
Země Moravskoslezská (německy Land Mähren-Schlesien) byl samosprávný celek, jedna ze samosprávných zemí Československé republiky, která vznikla spojením dosavadní země Moravské a země Slezské v roce 1928 a existovala do roku 1948.

## Historický vývoj

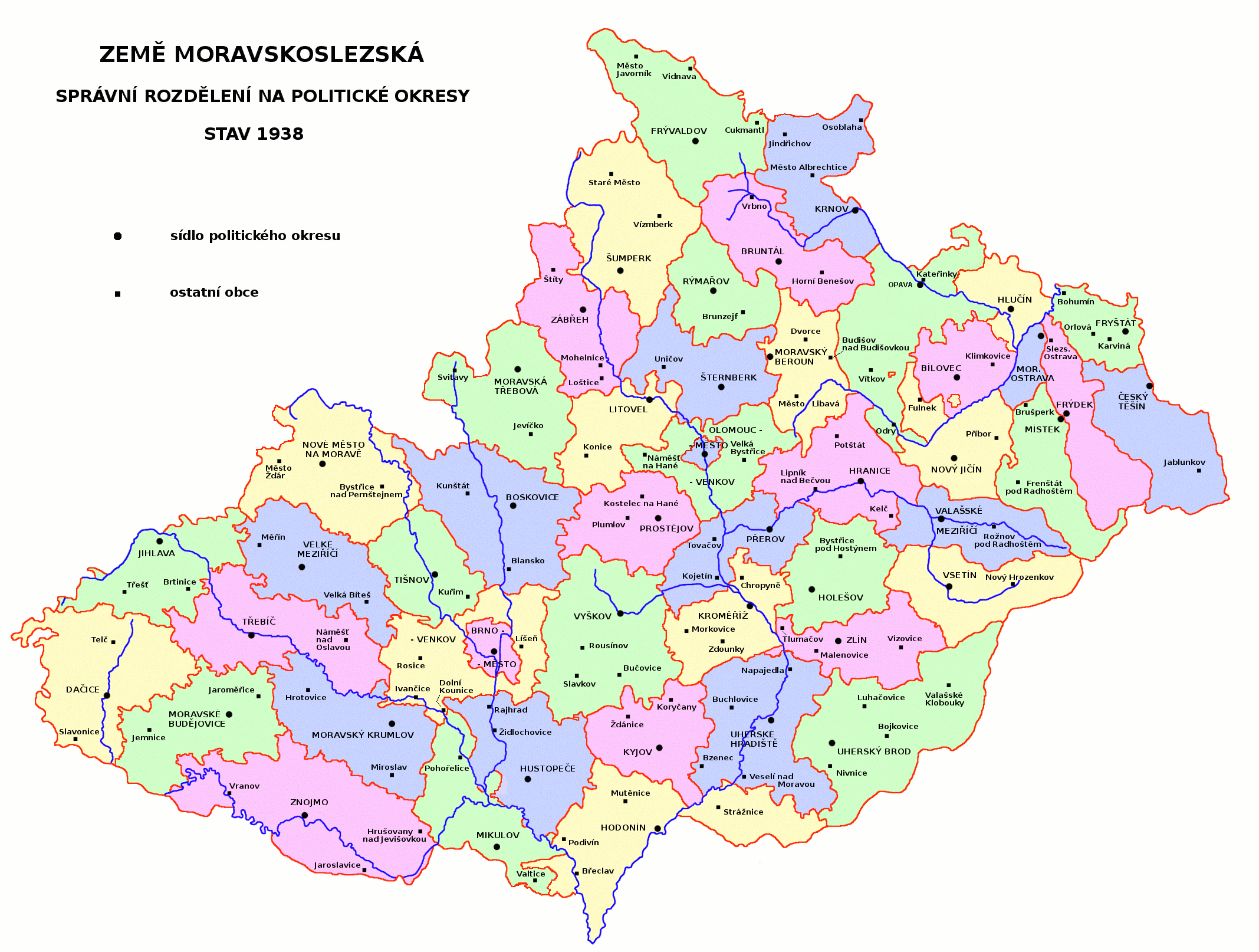
Správní členění země Moravskoslezské v roce 1938

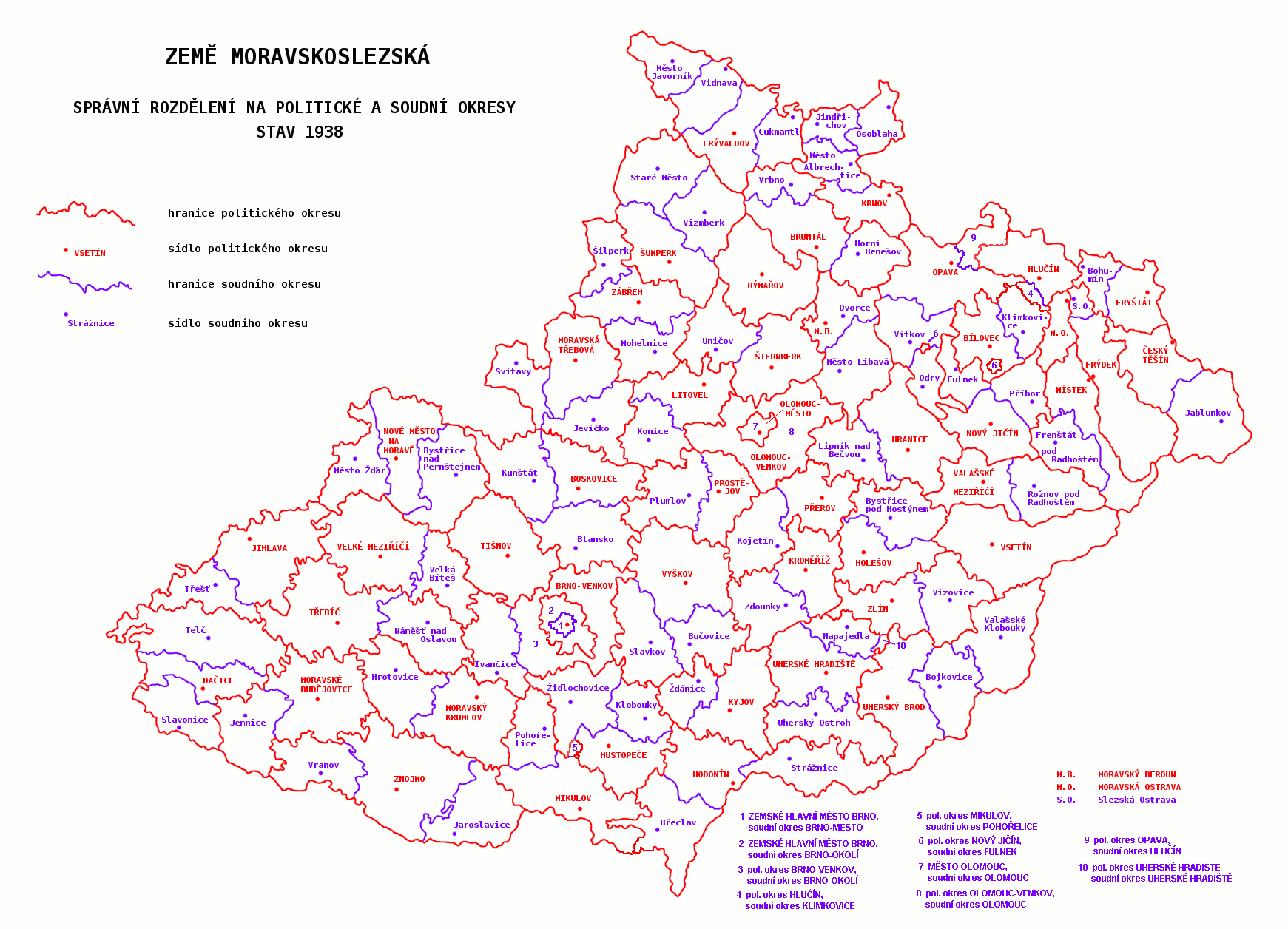
Statutární města, a politické a soudní okresy země Moravskoslezské v letech 1935–1938

První republika převzala při svém vzniku 28. října 1918 v pozměněné formě zemskou správu z doby Rakousko-Uherska.
Po neuskutečnění župní reformy byly země Moravská a Slezská zákonem ze dne 14. června 1927, č. 125/1927 Sb. z. a n., „o organisaci politické správy“, s účinností od 1. prosince 1928 spojeny do jednoho správního celku – země Moravskoslezské. Důvodem pro vznik země Moravskoslezské byla nejen relativně malá rozloha českého Slezska, ale také snaha omezit politický vliv zdejších sudetských Němců a těšínských Poláků. Spojení Slezska s Moravou do jedné země vyvolalo protesty slezských Čechů, Němců i Poláků. Nejostřeji protestovali těšínští autonomisté – tzv. „Šlonzáci“, vedení Josefem Koždoněm.
Nově zřízená země Moravskoslezská existující do 31. prosince 1948 byla vedle země České, země Slovenské a země Podkarpatoruské jednou ze čtyř (později tří) samosprávných zemí Československa a měla rozlohu 26 807,55 km².
Hlavním městem země Moravskoslezské bylo Brno, v němž byl zřízen Zemský úřad pro Zemi moravskoslezskou. Nejvyšším článkem územní samosprávy pak byla zemská samospráva. Nejvyšším orgánem zemské samosprávy v zemi Moravskoslezské bylo šedesátičlenné Zemské zastupitelstvo. Funkční období členů zastupitelstva bylo šestileté, jeho předsedou se stal z titulu svého úřadu zemský prezident. Zemské zastupitelstvo volilo ze svých řad Zemský výbor, jenž měl dvanáct členů. Také jemu předsedal zemský prezident. Ten také zastupoval Moravskoslezskou zemi navenek jako právnickou osobu a podepisoval písemnosti, vydané jejím jménem. Působnost Zemského zastupitelstva se dělila na činnost hospodářskou a správní, normotvornou, na působnost ve správním soudnictví a na působnost poradní a iniciativní.
Podle vládního nařízení č. 174/1928 Sb. z. a n. došlo se vznikem země Moravskoslezské k úpravě hranic politických okresů Bílovec, Hlučín a Opava; zároveň však města Frýdek, Jihlava, Kroměříž, Uherské Hradiště a Znojmo přišla o postavení statutárního města a jejich území byla spojena s územím politických okresů, jichž byla centry. Současně s tím došlo i k zániku dosavadních moravských enkláv ve Slezsku, jakožto specifického správního území. V zemi Moravskoslezské existovalo poté čtyřicet pět okresních úřadů a magistráty dvou statutárních měst Brna a Olomouce, přičemž hranice jednotlivých soudních a politických okresů i nadále plně respektovaly bývalou hranici mezi správními obvody Zemských správ politických obou bývalých zemí moravské a slezské. K 1. říjnu 1935 pak podle vládního nařízení č. 104/1935 Sb. z. a n. vznikl z částí území politických okresů Holešov, Uherské Hradiště a Uherský Brod nový politický okres Zlín.

### Druhá republika

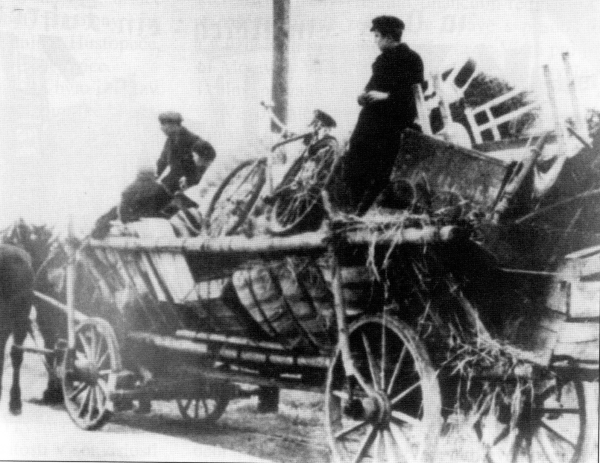
Čeští uprchlíci ze zabraného pohraničí na Břeclavsku si odvážejí svůj majetek na žebřiňácích

Mnichovskou dohodou z roku 1938 byly pak z této země vytrženy rozsáhlé převážně německojazyčné oblasti na severu a jihu, které se staly součástí Sudetoněmeckých území (německy Sudetendeutsche Gebiete), zhruba polovinu československé části Těšínska přibližně v rozsahu politických okresů Fryštát a Český Těšín připojilo Polsko, takže Československu zůstala jen malá část Slezska přibližně v rozsahu politického okresu Frýdek (okupovaná jihomoravská území byla později 15. dubna 1939 začleněna do zemského hejtmanství Dolní Podunají, které bylo 1. května 1939 přeměněno v říšskou župu Dolní Podunají).
Obsazená severomoravská území a slezská území v rozsahu téměř shodném s územím někdejšího Opavského kraje byla 1. května 1939 v rámci nově zřízené říšské župy Sudetenland začleněna do vládního obvodu Opava, zbytek území (Hlučínsko) se stal součástí pruské provincie Slezsko. Poté, co Německo v roce 1939 obsadilo většinu dosavadního Polska, byla k Pruskému Slezsku připojena i území na Těšínsku, která Polsko získalo na základě Mnichovské dohody v roce 1938.

### Německá okupace

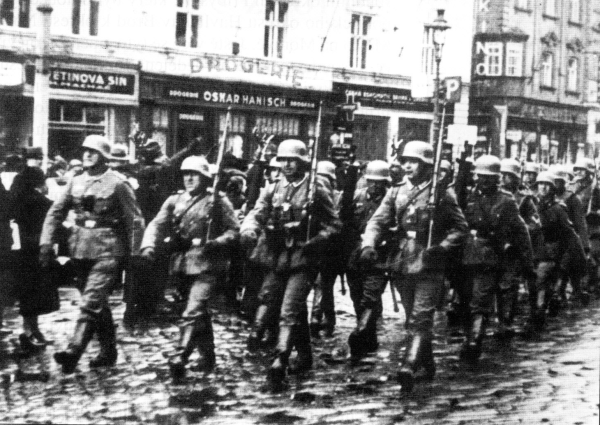
Německé vojsko v Olomouci 15. 3. 1939

Dne 15. března 1939 byly dosud neobsazené části Čech a země Moravskoslezské obsazeny nacistickým Německem a následně byl na jejich území 16. března 1939 zřízen Protektorát Čechy a Morava, jehož součástí byly až do osvobození.
K 1. listopadu 1940 protektorátní vláda svým nařízením č. 388/1940 „o některých změnách obvodů zemských úřadů v Praze a v Brně“ připojila k zemi Moravskoslezské okrajové části východních Čech v oblasti Českomoravské vrchoviny. Ke stejnému datu vstoupilo v platnost i související vládní nařízení č. 389/1940, „kterým se upravují obvody a sídla některých okresních úřadů“, jímž se měnilo vymezení několika politických okresů, přičemž se jiné politické okresy rušily. Důvodem pro výše zmíněné změny zemské hranice byl především tlak obyvatelstva německého ostrůvku na Jihlavsku. K zemí Moravskoslezské tak byly připojeny soudní okresy Polná, Štoky (k němuž byla připojena východní část soudního okresu Německý Brod), které byly začleněny do politického okresu Jihlava; soudní okres Přibyslav (k němuž byla připojena i severovýchodní část soudního okresu Německý Brod), který byl začleněn do politického okresu Nové Město na Moravě; protektorátní část politického okresu Jindřichův Hradec, který byl začleněn k nově zřízenému politickému okresu Telč (okresní úřad sem byl přeložen z Dačic, které sice ještě náležely k protektorátu, ale byly těsně za jeho hranicí); a jihovýchodní část politického okresu Polička, která byla v rámci země Moravskoslezské začleněna do soudního okresu Kunštát v politickém okrese Boskovice. V souvislosti s touto změnou se nejzápadnější obcí země Moravskoslezské stal Jindřichův Hradec.

### Po osvobození
Po osvobození došlo k obnovení země Moravskoslezské v původním rozsahu a obnově původního členění na politické okresy ke stavu ze září 1938. Odchylkou od původního stavu bylo nové statutární město Moravská Ostrava (od roku 1946 Ostrava) vzniklé jako městský okres roku 1941, dále uznání začlenění téměř celého soudního okresu Frýdku a nepatrné části soudního okresu Moravská Ostrava do politického okresu Místek, navrácení statusu statutárního města Opavě k 27. listopadu 1945 spojené s rozšířením města o dvě sousední obce a jedno město, a uznání připojení městysu Líšně ke statutárnímu městu Brnu.
V reakci na požadavek obnovení slezské samosprávy došlo ke vzniku Slezské expozitury země Moravskoslezské se sídlem v Ostravě, do níž byly vedle území původního českého Slezska začleněny také původně moravské politické okresy Nový Jičín, Místek a zrušený politický okres Moravská Ostrava.
Po parlamentních volbách, které proběhly 26. května 1946, získali komunisté vliv také na Moravě. Výsledky voleb se promítly i do vedení a činnosti národních výborů, včetně Moravskoslezského zemského národního výboru, jehož novým předsedou se stal 31. července 1946 člen KSČ a šéfredaktor jejího moravského deníku Rovnost František Píšek. Zemský národní výbor se tak změnil z obránce zájmů země a jejích obyvatel v poslušný nástroj pražské vlády, vedené předsedou KSČ Klementem Gottwaldem.[zdroj?]

### Období komunistického režimu
Po únoru 1948 pak nový komunistický režim začal pracovat na správní reorganizaci Československa. Výsledkem komunistických představ o centralizaci moci bylo kromě jiného zrušení zemského zřízení a zavedení členění republiky na kraje. Definitivní podobu krajského zřízení schválila vláda Československé republiky na svém zasedání 30. listopadu 1948.
Rozhodla o zřízení 14 krajů (včetně Prahy s postavením kraje) v Čechách, na Moravě a ve Slezsku, a šesti krajů na Slovensku. Národní shromáždění Československé republiky podle rozhodnutí Komunistické strany Československa odsouhlasilo zrušení členění na země a úplnou centralizaci správního aparátu.

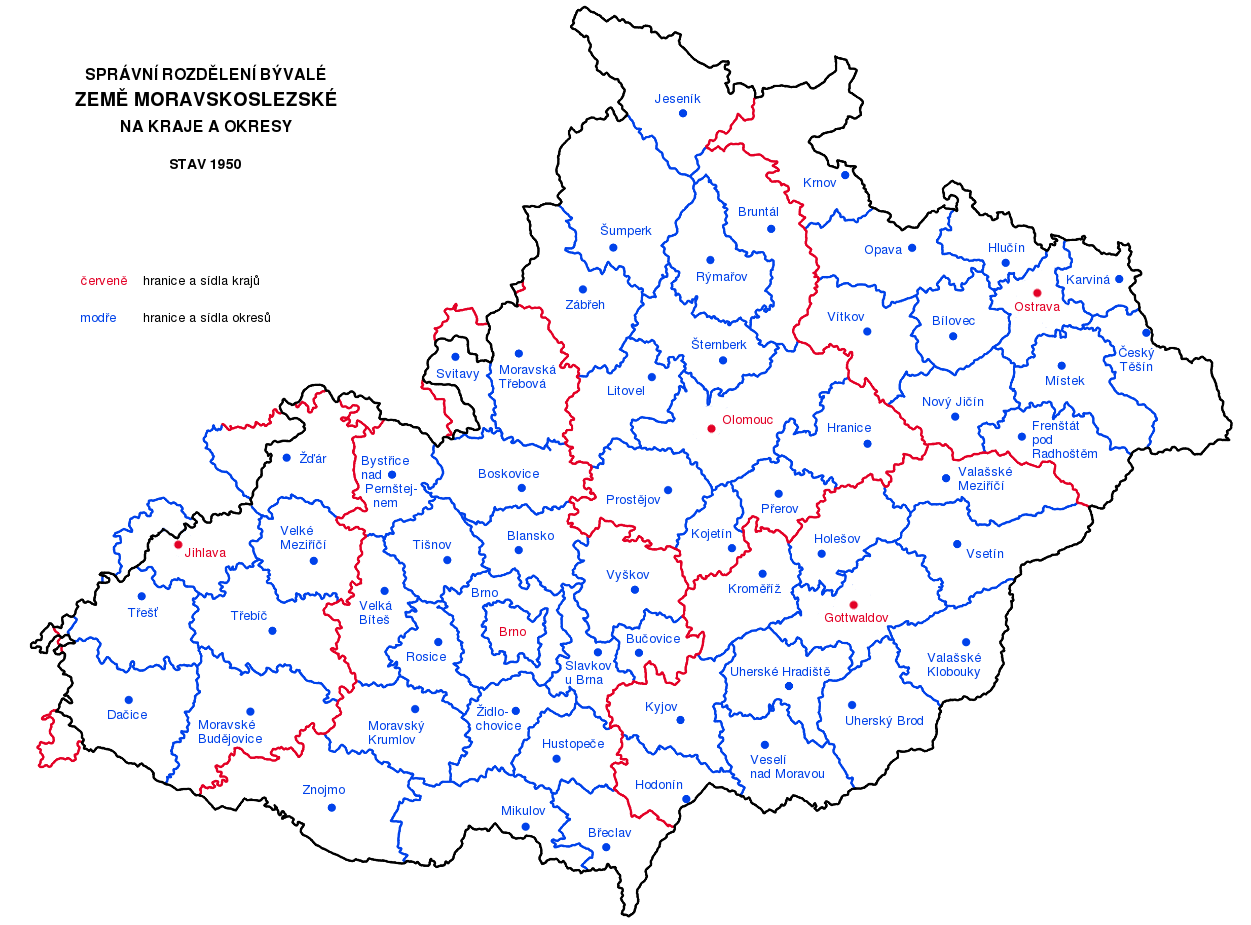
Správní rozdělení území bývalé země Moravskoslezské na kraje a okresy podle stavu z roku 1950

Dne 24. prosince 1948 bylo území Československa rozděleno mezi nově vzniklé kraje, které, s výjimkou slovenské hranice, nerespektovaly dřívější historické hranice zemí. Čechy a země Moravskoslezská současně přestaly k 31. prosinci 1948 existovat jako správní celky. Země Moravskoslezská byla rozdělena mezi kraje Brněnský, Gottwaldovský, Jihlavský, Olomoucký, Ostravský, Pardubický (14 katastrálních území) a Českobudějovický (3 katastrální území), přičemž hranice krajů nerespektovaly bývalé hranice zemské. Nejvíce zemské hranice nerespektoval kraj Jihlavský, zasahující hluboko do Čech.

#### Pozdější období komunistického režimu – Československá socialistická republika
Dne 9. dubna 1960 pak Národní shromáždění schválilo zákon o reorganizaci územní správy, jímž se rušilo členění platné od roku 1948. Vstoupil v platnost 1. července 1960 a výrazně se jím snižoval počet krajů i okresů. Při jejich projektování nebyla respektována historická hranice. Na základě této reformy byla převážná část území někdejší země Moravskoslezské přerozdělena mezi kraje Jihomoravský (jehož součástí se však stala i osada Jobova Lhota, patřící k Čechám) a Severomoravský, zatímco území na severozápadě Moravy(1) bylo začleněno do kraje Východočeského (od roku 2000 součást kraje Pardubického), a území na jihozápadě Moravy(2) připojeno ke kraji Jihočeskému, jehož součástí jsou (s výjimkou katastrálních území Vesce u Počátek, Prostý a Horní Vilímeč, která v současné době náležejí k českému městu Počátky v kraji Vysočina) dodnes.
(1) Katastrální území Velká Morava, Červená Voda, Šanov u Červené Vody, Moravský Karlov, Bílá Voda, Mlýnice u Červené Vody, Mlýnický Dvůr, Cotkytle, Strážná, Tatenice, Krasíkov, Lubník) a okolí Svitav a Moravské Třebové (katastrální území Koruna, Třebařov, Rychnov na Moravě, Petrušov, Staré Město u Moravské Třebové, Prklišov, Dětřichov u Moravské Třebové, Radišov, Kunčina, Moravská Třebová, Linhartice, Gruna, Borušov, Karlín, Svojanov u Borušova, Boršov u Moravské Třebové, Mladějov na Moravě, Nová Ves u Moravské Třebové, Bohdalov u Městečka Trnávky, Pečíkov, Vranová, Vranová Lhota, Stará Roveň, Hartinkov, Vražné, Radkov u Moravské Třebové, Petrůvka u Městečka Trnávky, Unerázka, Bezděčí u Trnávky, Chornice, Zadní Arnoštov, Přední Arnoštov, Lázy, Pacov u Moravské Třebové, Stará Trnávka, Malíkov, Útěchov u Moravské Třebové, Rozstání u Moravské Třebové, Dlouhá Loučka, Křenov, Šnekov, Dolní Rudná, Horní Rudná, Janůvky, Moravská Dlouhá, Horní Hynčina, Pohledy, Sklené u Svitav, Moravská Kamenná Horka, Moravský Lačnov, Javorník u Svitav, Svitavy Město, Svitavy Předměstí, Ostrý Kámen, Vendolí, Čtyřicet Lánů, Moravská Radiměř, Hradec nad Svitavou, Muzlov, Březová nad Svitavou, Moravská Chrastová, Chrastová Lhota, Rozhraní, Bradlné, Horákova Lhota, Želívsko, Březinka, Slatina u Jevíčka, Březina u Moravské Třebové, Malonín, Smolná u Jevíčka, Študlov, Vilémov u Rozhraní, Bělá u Jevíčka, Jevíčko-Město, Jevíčko-Předměstí, Víska u Jevíčka, Jaroměřice, Biskupice u Jevíčka, Zálesí u Jevíčka, Březinky, Vysoká u Jevíčka, Bohuňov
(2) Dačicko - katastrální území Rancířov, Hluboká u Dačic, Dančovice, Dešná u Dačic, Plačovice, Bělčovice, Chvalkovice u Dešné, Županovice u Dešné, Písečné u Slavonic, Nové Sady u Písečného, Marketa, Modletice, Staré Hobzí, Nové Hobzí, Báňovice, Václavov u Chvaletína, Slavětín, Chvaletín, Mutná, Ostojkovice, Třebětice, Manešovice, Budíškovice, Vesce u Dačic, Budeč, Horní Slatina, Jersice, Červený Hrádek u Dačic, Prostřední Vydří, Řečice, Volfířov, Malý Pěšín, Hříšice, Kostelní Vydří, Dolní Němčice, Hostkovice u Dolních Němčic, Peč, Hradišťko u Dačic, Urbaneč, Chlumec u Dačic, Nové Dvory, Vnorovice, Holešice u Cizkrajova, Cizkrajov, Slavonice, Maříž, Leštnice, Kadolec u Slavonic, Mutišov, Stálkov, Vlastkovec, Dolní Bolíkov, Dolní Bolíkov-Rubašov, Dolní Bolíkov-Nová Ves, Matějovec, Stoječín, Český Rudolec, Dolní Radíkov, Horní Radíkov, Valtínov, Markvarec, Lipolec, Lipnice u Markvarce, Radlice u Volfířova, Heřmaneč, Velká Lhota u Dačic, Brandlín, Maršov u Heřmanic, Olšany u Dačic, Malý Jeníkov, Velký Jeníkov, Horní Mezeříčko, Horní Němčice, Skrýchov, Sumrakov, Horní Bolíkov, Studená, Jilem, Palupín, Horní Dvorce, Světlá pod Javořicí, Horní Pole, Domašín u Studené, Horní Olešná, Prostý, Horní Vílimeč, Vesce u Počátek, Popelín, Česká Olešná

#### Pokus o obnovu v roce 1968
Za pražského jara v roce 1968 byl z iniciativy poslanců Jihomoravského kraje a nově založené „Společnosti pro Moravu a Slezsko“ podán „Návrh na státoprávní a územní uspořádání Československé republiky,“ která se měla stát trojdílnou federací tří státoprávních a rovnoprávných subjektů Čech, Moravy se Slezskem a Slovenska. Morava se Slezskem však vyděleny nebyly a stát byl uspořádán na národnostním principu dvou hlavních národů Čechů a Slováků. Parlamentem České socialistické republiky se stala Česká národní rada, podle jednostranných představ nástupkyně Českého zemského sněmu před rokem 1918, ve skutečnosti však také i bývalého Moravského zemského sněmu a Slezského zemského sněmu. Tvořili ji nejen poslanci z Čech, kteří měli většinu, ale též poslanci zvolení na Moravě a ve Slezsku.

### Pokusy o obnovu po roce 1989
Dne 9. května 1990 Federální shromáždění České a Slovenské Federativní Republiky vydalo usnesení o obnovení moravsko-slezské samosprávy, v němž označilo zrušení země Moravskoslezské (v usnesení však nebyl plně respektován oficiální název země) „za akt nespravedlivý a poplatný totalitní byrokratickocentralistické praxi“. Zároveň vyslovilo pevné přesvědčení, že tato nespravedlnost bude napravena. Ve volbách v roce 1990 někteří poslanci moravských politických stran předložili návrh na obnovení zemského zřízení. Předsednictvo ČNR, kde mělo převahu OF, jej ve výborech zamítlo. V září 1990 byly předsedkyni České národní rady Dagmar Burešové předloženy petice občanů požadující rehabilitaci země Moravskoslezské, ty však svůj účel nesplnily. V 90. letech existovaly ještě další snahy o obnovu země Moravskoslezské či Moravy jako samosprávné země, které však vyšly naprázdno.
Dne 1. ledna 2000 vstoupil v platnost zákon, který rozdělil území České republiky na 14 krajů. Ty opět nerespektují historické hranice Moravy a Slezska. Kraje Jihomoravský a Severomoravský byly na jeho základě rozděleny mezi nové kraje Moravskoslezský (původně Ostravský), Olomoucký, Zlínský, (zmenšený) Jihomoravský kraj (původně Brněnský kraj) a Vysočinu (původně Jihlavský kraj, obsáhl i části Jihočeského a Východočeského kraje).
V roce 2018 oficiálně vzniklo Moravské zemské hnutí, které chce na základě preambule Ústavy České republiky dosáhnout obnovy zemského zřízení. Vzniklo odštěpením od strany Moravané, která prosazuje obnovu Moravy od 90.let.

## Vrcholní představitelé země Moravskoslezské

### Moravskoslezští zemští prezidenti
- JUDr. Jan Černý (1928 – červen 1939)
- JUDr. Jaroslav Jan Caha (červen 1939 – 23. ledna 1941)
- JUDr. Jaroslav Mezník (1. května 1941 – 7. listopadu 1941)

Po zatčení Mezníka již funkce prezidenta nebyla obsazena, až do konce války ji vykonával viceprezident.

### Zemský viceprezident
- JUDr. Karl Schwabe (1940–1945)

### Předsedové Moravskoslezského zemského národního výboru
- František Loubal[16] (12. května 1945 – 31. července 1946)
- František Píšek[17] (31. července 1946 – 28. dubna 1948)
- Karel Svitavský[18] (28. dubna 1948 – 31. prosince 1948)